# SMS Wolf (1913)
Az SMS Wolf a Császári Haditengerészet egyik segédcirkálója volt az első világháború során. A hajót eredetileg Wachtfels névvel a brémai DDG „Hansa” hajótársaság állította szolgálatba 1913-ban, de a háború kitörése után a haditengerészet katonai szolgálatra rendelte és hosszú távú bevetésre alkalmas segédcirkálónak alakította át.
Karl August Nerger fregattkapitány parancsnoksága alatt 1916 novemberében bevetésre indulva átjutott a brit blokádon és 15 hónapon át tevékenykedett a világtengereken. Eközben aknazárakat is létesített a dél-afrikai, indiai, ausztrál, új-zélandi és maláj partok közelében. Ezeken összesen 13 hajó süllyedt el, köztük egy semleges spanyol. A portyázásai során 14 hajót fogott el és süllyesztett el. 1918 februárjában 467 fogollyal érkezett vissza Kielbe. A cirkálóútja a leghosszabb külső segítség nélküli bevetés volt az első világháború során. A háború hátralévő részében a Balti-tengeren teljesített szolgálatot.
A hajót a világháború után Franciaország kapta meg hadizsákmányként és kombihajóként Antinous névvel a csendes-óceáni francia gyarmatokra került. 1931-ben bontották le Olaszországban.

## Építése és felfegyverzése
A Wolf eredetileg Wachtfels névvel 1913-ban készült el a Flensburger Schiffbau-Gesellschaft hajógyárában egy hét egységből álló teherhajó-osztály negyedik tagjaként. A 11 200 t vízkiszorítású, 5809 BRT hajótérrel rendelkező teherhajókat nem gyors utakra szánták, a maximális sebességük mindössze 11 csomó volt. Négy különböző gyár építette meg őket 1913-1915 között. Közülük három külhonban lévő hajó már a háború kezdetén elveszett, mivel az antanthatalmak lefoglalták őket.

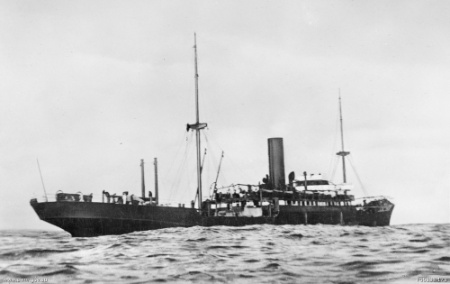
SMS Wolf

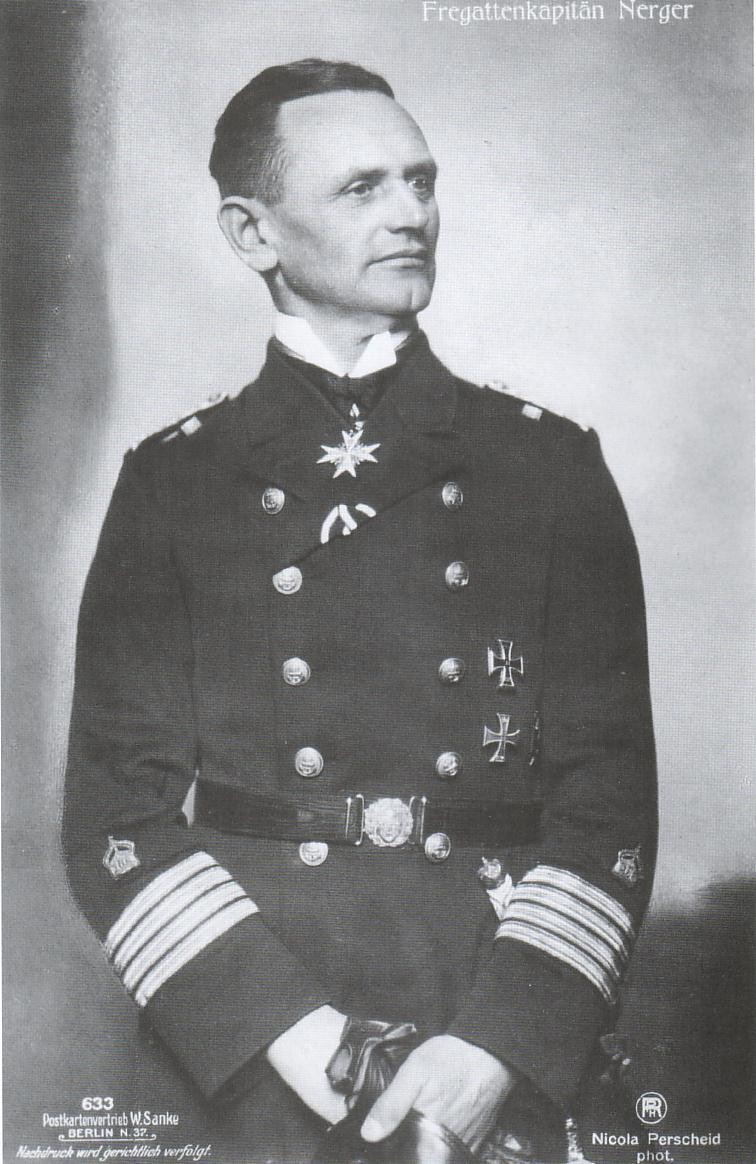
Karl August Nerger fregattkapitány

Ez a hajó azonban nem az első volt, melyet az Admiralstab (a német haditengerészet vezérkara) a tervezett feladatra kiszemelt. Előbb 1916 elején a korábban a HAPAG által Nagy-Britanniában vásárolt Belgravia teherhajót alakíttatta át segédcirkálóvá, hogy Wolf névvel a távoli vizekre küldje cirkálóháborút folytatni, hasonlóan a Meteorhoz és a Möwéhez. 1916 februárjában a hajó azonban az Elbán olyan súlyos sérüléseket szenvedett, hogy azonnal ki kellett vonni a szolgálatból.
Mivel az Admiralstab rendkívüli jelentőséget tulajdonított egy újabb segédcirkáló útnak indításának, márciusban Wachtfelset rendelte katonai szolgálatra és a wilhelmshaveni hajógyárba vitték, ahol felfegyverzése után szintén Wolf néven állították szolgálatba, átvéve az előző hasonló nevű egység teljes legénységét. A parancsnok azonban új lett Karl August Nerger fregattkapitány személyében. Ő korábban a Stettin könnyűcirkáló parancsnoki tisztét látta el.
Fegyverzetként 7 darab 15 cm űrméretű löveget kapott, melyek közül az orr-részen 2-2-t helyeztek el, egy-egyet szintén szimmetrikusan kétoldalt a hajó középső részén, illetve egyet a tatra szereltek a középvonal mentén. Négy 50 cm űrméretű torpedóvető csővel is rendelkezett, melyek a felső fedélzeten kaptak helyet. A különálló csövekből kettő-kettő volt mindkét oldalon. Magával vitt még három darab 5,2 cm űrméretű löveget is, melyekkel az elfogott és cirkálóháború folytatására alkalmasnak ítélt kereskedelmi hajók felfegyverzésére szántak.
A hajó külső megjelenését egy álkéménnyel és álárbóccal meg lehetett változtatni és ezek magassága is változtatható volt. A fegyvereit lehajtható oldallemezek mögött kaptak helyet, így azokat az utolsó pillanatig rejtve tarthatták. A hatótávolsága 32 000 tmf a 8000 t elraktározható szénkészletének, melyből a 8 csomós leggazdaságosabb sebesség mellett naponta 35 t volt a fogyasztása.
A bevetését áprilisra tervezték, de az Admiralstab a rövid éjszakák, a brit blokád ekkor tapasztalt erősödése és a hajó alacsony sebessége miatt a hadműveletet novemberre halasztotta. A haladékot felhasználták a segédcirkáló fegyverzetének megerősítésére, mely ezután 7 darab 15 cm-es ágyúból és 4 darab 50 cm-es torpedóvetőből állt. Javítottak a tűzvezetési rendszerén is. A nyár folyamán Jupiter név alatt tengeralattjárók vontatási próbáit és más egyéb feladatokat végzett.

## Cirkálóútja

### Kijutása az Atlanti-óceánra

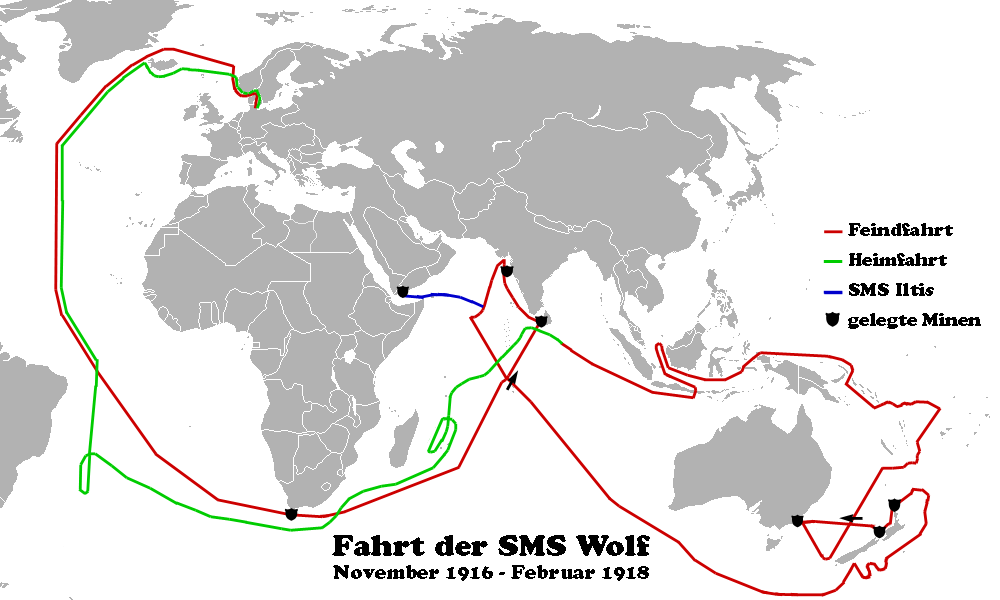
A 15 hónapos cirkálóútja (1916–18)

Jupiter név alatt Kielbe hajózott át a Vilmos-császár-csatornán. November 15-16 éjjelén Kielen kívül 465 aknát vett át a Deutschland aknatelepítő hajóról. November 21-én egy Friedrichshafen FF 33e típusú hidroplánt vett a fedélzetére, majd november 24-én útnak indult, de a szénraktáraiban kitörő tűz miatt előbb vissza kellett térnie a bójájához és csak november 30-án indulhatott el végleg. Leplezendő a kifutását, időpontokat jelöltek ki számára a Vilmos-császár-csatornán való áthaladáshoz és december 4-re tűztek ki számára lőgyakorlatokat, melyre a célhajókat is megrendelték a helyszínre.
Amint elhagyta Kielt, a Wolfot teljesen feketére festették, csak a kéményei lettek barnák, így pont úgy nézett ki, mint az Északi-tengeren előforduló brit hajók. A kifutását több tengeralattjáró biztosította, közülük az U 66 végig mellette maradt. Az U 83, az U 24 és az U 81 a norvég partok előtt helyezkedett 40 tmf távolságra északra illetve nyugatra a segédcirkálótól. December 3-án reggel a Wolf vontába vette az U 66-ot.
Mivel ekkor egy vitorlás halászhajó épp a közelükben volt, a Wolf brit kereskedelmi lobogót vont fel, azt a benyomást igyekezve kelteni, mintha a tengeralattjáró ellenőrzés végrehajtásához állította volna meg, majd az alámerült U 66-ot 10 csomós sebességgel kezdte vontatni. Eközben telefonon tartotta vele a kapcsolatot.
A Norvég-tengeren az erős szélben és hullámverésben nehézkesen átjutva Izlandot megkerülve a Dánia-szoroson át jutott ki az óceánra, eközben hajókat nem észlelt.

### Aknatelepítés Dél-Afrika partjainál
Az óceánra kiérve a hajót átfestették és éjszakánként gyenge pozíciós fényeket gyújtottak, mert elsötétítetten gyanút kelthetett volna és emiatt feltartóztathatták volna. A kelet-nyugati útirányon több hajót is észleltek a fedélzetéről, de Nerger egyiket sem állította meg, mivel elsődleges feladata az aknamezők létesítése volt távoli vizeken és ezt nem kockáztathatta a cirkálóháború azonnali megkezdésével. A legénység a parancsok részleteibe nem volt beavatva, így elégedetlenséggel fogadta a kereskedelmi hajók elleni fellépés elmaradását.
A Wolf az óceán közepén haladt déli irányba, hogy Fokváros előtt telepítse az első aknáit. Röviddel az ideérkezése előtt adtak ki a britek figyelmeztetést a Fernando de Noronha-szigetcsoport közelében sejtett Möwe miatt, ami megkönnyítette a Wolf dolgát, mivel várható volt, hogy az új aknamező létesítését is a nem túl messze lévő Möwe tevékenységének fogják betudni.
Január 16-án tűnt fel a Tábla-hegy és ezen a napon észleltek egy brit konvojt, melyet a Cornwall cirkáló vezetett. Az éjszaka folyamán a tervezett 90-ből csak 25 aknát tudtak telepíteni Fokváros elé a korán kelő Hold miatt. (Ábra) Január 18-án este az Agulhas-fok előtt telepítettek három aknazárat összesen 31 akna felhasználásával a Fokvárost Durban-nel, Ceylon szigetével, a Szunda-szorossal illetve az Agulhast Ausztráliával összekötő útvonalak mentén újabb hármat 42 aknával. (Ábra)  Az aknákat itt 6,5 m mélységre állítva rögzítették és a későbbiek folyamán is 6–7 m közötti beállítással kerültek elhelyezésre, hogy így a kisebb hajók áthaladhassanak felettük sértetlenül és csak a nagyobbak ütközzenek beléjük.
A Wolf dél-afrikai partoktól ezután Colombo felé vette az irányt a leggazdaságosabb fogyasztás mellett, mivel itt február 16-tól tette lehetővé a holdfázis a fedett aknatelepítést. Útközben, január 26-27. éjszakáján brit rádióüzeneteket fogtak el, melyekben Fokváros előtt tevékenykedő német tengeralattjárókra hívták fel a figyelmet. A hónap végén itt futott aknára a Matheran gőzhajó és egy svéd hajó eltűnt. A britek előbb tengeralattjárókra gyanakodtak, később az elvesztésüket belső robbanással igyekeztek magyarázni és csak ezután jutottak arra a következtetésre, hogy aknamezők lehetnek a térségben. A Fokváros körüli hajóforgalmat leállították, míg Indiából és Ausztráliából ide nem rendelt aknakeresőkkel át nem fésülték a veszélyeztetettnek hitt területeket. Ekkor az Indiai-óceánon és a Távol-Keleten az antant összesen 55 hadihajóval rendelkezett, melyek feladata a kereskedelmi vonalak biztosítása volt, így egy esetleges észlelés és riasztás könnyen a véget jelenthette volna a segédcirkáló számára.
E biztosító erők számát február elejétől tovább növelték, mikor a Wolf jelenléte kitudódott. Az antant különösen tartott attól, hogy egy a Távol-Keletre érkező német hajó fegyvereket adhat át a semleges kikötőkből kifutó német kereskedelmi hajóknak és ezek is segédcirkálókként veszélyeztethetik a kereskedelmi útvonalaikat. Mikor február 6-án a britek felfedezték az Agulhas-foknál létesített aknamezőt, a Wolf már épp az Indiai-óceán közepén járt.

### Aknatelepítés India partjainál
Colombónál február 15-én este összesen 55 aknát helyezett el, főként a nyugati irányú útvonalakat keresztezve. (Ábra) Feszült pillanatokat okozott a németeknek, mikor a kikötőben elhelyezett két fényszóró egyike fél percen át tartotta megvilágítva a Wolf felépítményeit és árbócait, de mivel nem találtak rajta semmi gyanúsat – vagy mert csak véletlenül irányult rá a fénycsóva –, többet már fordítottak rá figyelmet. Másnap este a Comorin-foktól délre telepítettek 18 aknát (Ábra), majd a nyugat-indiai partoktól 70 tmf távolságot tartva haladtak tovább északnyugati irányba. A frissen telepített aknazáron már másnap aknára futott a Worcestershire teherhajó. Bombay előtt február 19-20. éjszakáján hat aknazár telepítésére került sor 110 akna felhasználásával. A művelet végeztével a Wolf a Bombay-Karacsi útvonalra állt. Még február 20-án kiderült az ellenséges rádióforgalomból, hogy az aknákat észlelték.
Nerger ebből azt a következtetést vonta le, hogy az indiai partoknál nincs értelme több aknazárat létesíteni, mivel a britek várhatóan nagy erőket fordítanak azok felkutatására és azelőtt megtalálnák őket, hogy újabb károkat okozhatnának. Ehelyett inkább a kereskedelmi hajók utáni portyázást részesítette előnyben, hogy később váratlan helyen, Ausztrália partjainál létesítsen ismét aknazárakat. Később India partjaihoz visszatérve tervezte folytatni az „aknamunkát”, remélhetőleg már aknatelepítésre használható elfogott hajók segítségével, mert az egyidejűleg telepített aknazárak nagyobb eredménnyel járhattak.

### A portyázások megkezdése

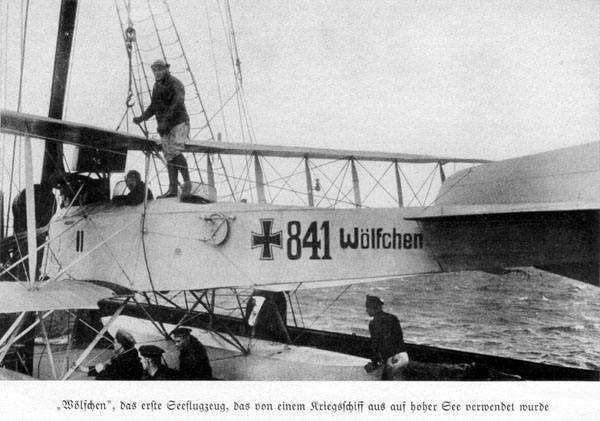
A Wölfchen névre keresztelt hidroplán

A Wolf ezután délnek vette az irányt és február 25-én érte el az Áden-Colombo útvonalat, ahol Nerger meg kívánta kezdeni cirkálóháborúját (a kereskedelmi hajókra való vadászatot). Miután ezen a vonalon nem találkoztak egyetlen hajóval sem, másnap déli irányban letértek róla és az eddig a raktérben elhelyezett hidroplánt előkészítették felderítő bevetésre. A németek február 27-én egy nyugati irányba haladó lassú teherhajót vettek üldözőbe és szólítottak fel megállásra. Az első áldozata a Turritella volt, mely eredetileg egy német hajó, a Gutenfels volt, de a britek a háború kitörésekor lefoglalták Alexandria kikötőjében. Ekkor brit tisztekkel és kínai legénységgel épp Rangunból szállított 7200 t fűtőolajt a haditengerészet részére és 800 t bengáli szene is volt.
Nerger a zsákmánnyal előbb déli irányba hajózott el, hogy nyugodt körülmények között felmérhessék annak képességeit. A kínaiak hajlandók voltak német parancsnokság alatt a hajón maradni, melyet egy rádióállomással és egy 5,2 cm-es ágyúval szerelték fel, valamint kisebb átalakítások révén 25 akna szállítására és telepítésére tették alkalmassá. Az új egység az Iltis nevet kapta és Iwan Brandes sorhajóhadnagy, a Wolf eddigi elsőtisztje lett a parancsnoka. Rajta kívül 27 német tengerész került át a hajóra.

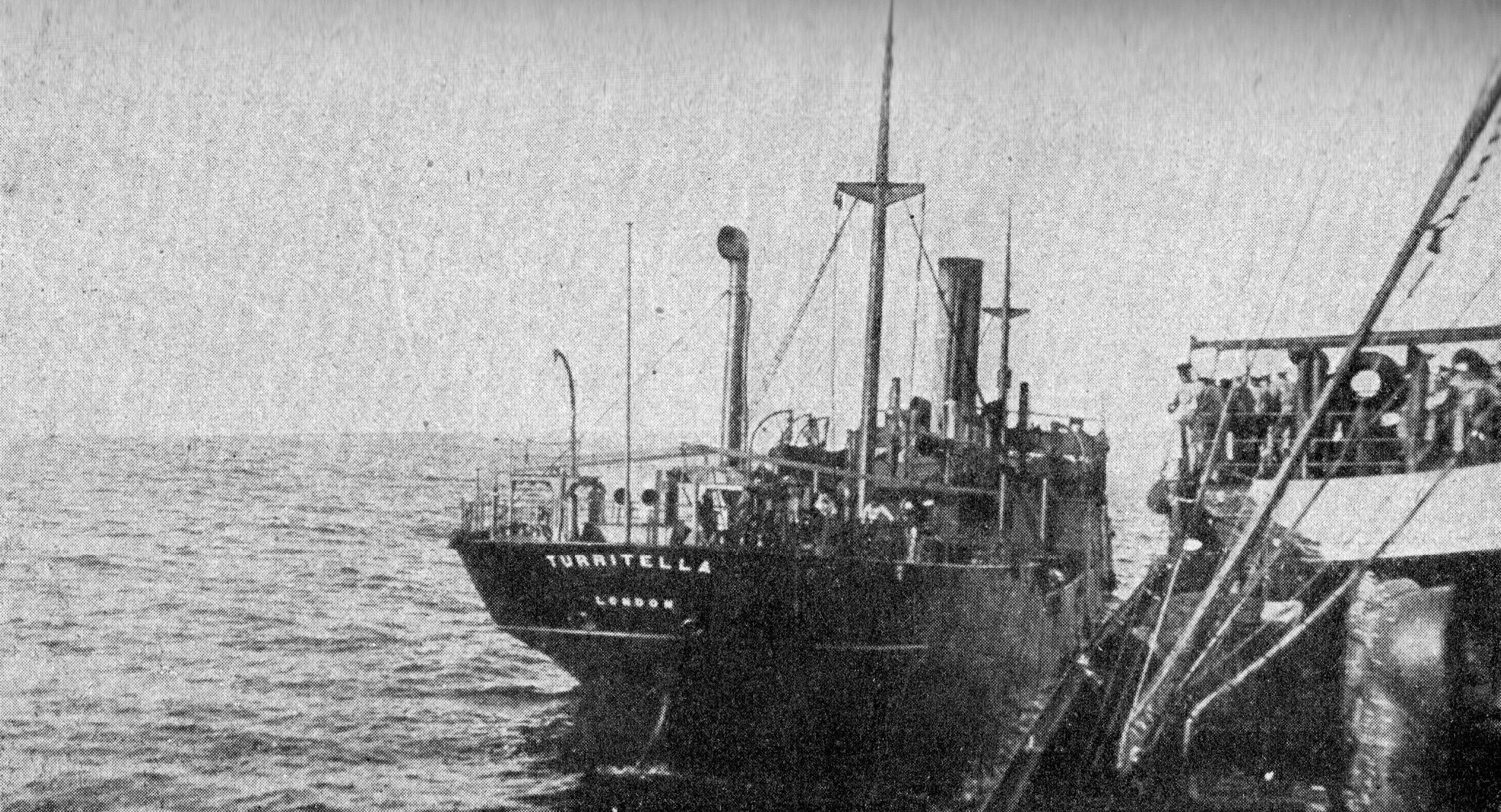
Az Iltis néven szolgálatba állított Turritella

Az Iltis a Perim-szoros (a Báb el-Mandeb Perim-szigettől keletre lévő szűk része) elaknásítását kapta feladatul. Az elfogott hajóról szerzett papírokból a németek tudomást szereztek a Colombo és Áden között újonnan kijelölt útvonalak helyzetéről, melyeket 50 tmf távolságra a korábbi útvonaltól északra és délre határoztak meg. A hidroplánt is felküldték a felderítés segítésére, de az csak két túl nagy távolságra lévő hajót észlelt.
Március 1-én a Wolf egy teherhajót vett üldözőbe és az egyik ágyút a figyelmeztető lövés leadásához töltötték meg, mikor az váratlanul, még az álcázó oldallemez leengedése előtt elsült. A berendezésekben kisebb károk keletkeztek, melyeket később fedélzeti eszközökkel ki tudtak javítani, a sérült oldallemezt pedig az elfogott hajóból kivágott darabbal tudták pótolni, de a legénység tagjai közül 35 fő megsérült, ketten pedig azonnal életüket veszítették. A sérültek közül is további két fő elhunyt hamarosan. A balesetet a vizsgálatok szerint egy a lőporhüvely aljára került apró fémszilánk okozta, mely a závárzat becsukásakor a nagy nyomástól szikrát keltett és belobbantotta a lőport.
A megállított hajó a brit Jumna teherhajó volt, mely sót szállított Spanyolországból Kalkuttába. A Wolf 247 t angol szenet vett át róla és a 30 fős legénységét, majd robbantással elsüllyesztette. Ezután a Wolfot az eddig észlelt brit hajók mintájára festették át, mivel a rádióadások alapján kiderült, hogy figyelmeztetést adtak ki egy az Indiai-óceánon tevékenykedő német segédcirkáló miatt.
Az Iltist március 5-én a brit Odin cirkáló elfogta, de a legénysége még el tudta süllyeszteni. Március 8-án a rádióadások a Wolf pontos leírását adták hírül és beszámoltak arról is, hogy egy repülőgéppel is rendelkezik. A Wolfon ebből megállapították, hogy az Iltist elfogták, mert csak annak kínai legénysége adhatott ilyen pontos tájékoztatást a hajójukról. Március 11-én a rizsszállítmánnyal Londonba tartó Wordsworth brit gőzhajót (3509 BRT) fogták el.
Miután az erős hullámzás miatt a szénkészletéből nem tudtak vételezni, március 18-án elsüllyesztették.
A kínai legénység beszámolóit hallva a britek átmenetileg felfüggesztették az Indiai-óceánon haladó hajóforgalmukat és további hadihajókat irányítottak át ide. A legnagyobb erősítést a japánok biztosították, aminek révén a Távol-Keleten a britek tulajdonképpen teljesen függővé váltak Japántól.
Nerger úgy döntött, hogy Új-Zéland felé délnyugatnak veszi az irányt a leggazdaságosabb sebességgel, 7,5 csomóval haladva, ami mellett naponta 16 t szenet használt fel. A célja az aknatelepítés mellett a szénkészletének kiegészítése volt, melyre az itteni térségben látott legjobb esélyt, mivel Ausztráliából jelentős volt a szénkivitel Dél-Amerikába vitorlás hajókon. A hosszú út alatt a Wolf kazánjain elvégezték a szükséges karbantartásokat. Március 30-ig nem észleltek hajókat, ezen a napon azonban a brit Dee bark (1169 BRT) került a látómezejükbe. A vitorlás Mauritiusról tartott Ausztráliába ballaszttal. Jórészt erősen ittas legénységének átvétele után elsüllyesztették.

### Karbantartás a Raoul-szigeten
A következő két hónap során egyetlen hajót sem észleltek a Wolfról. Ezidőtájt szereztek tudomást az Egyesült Államok hadüzenetéről és egy Csendes-óceánon tevékenykedő német segédcirkálóra (Seeadler) való figyelmeztetésről. A hosszú, eseménytelen út erősen megviselte a legénységet, amihez hozzájárult a rossz minőségű táplálék is. A friss zöldség-gyümölcs hiánya mellett nedvességet kapott a lisztkészlet is. Az elégedetlenség egy alkalommal kisebb zendülést is okozott, de Nergernek sikerült ezt lecsillapítania. A sikertelenség miatt úgy döntött, hogy a főbb kereskedelmi útvonalak mentén aknazárakat telepít a következő újhold idején, majd Új-Guineát északról megkerülve visszatér az Indiai-óceánra. Előtte még május 27-én, Pünkösdkor kikötöttek az Új-Zélandtól északkeletre 1000 km-re lévő Kermadec-szigetekhez tartozó Raoul-szigetnél, hogy a hajtóművek karbantartását elvégezzék és a hajótestet legalább a vízvonal mentén megtisztítsák. Kikötés előtt a hidroplán 90 tmf-es körzetet derített fel elővigyázatosságból. Épp ekkor oldották fel a britek az Indiai-óceánon a Wolf miatt meghozott szigorú intézkedéseket, mivel már két hónapja semmilyen információt nem kaptak felőle.
A hajtóműveket a hathónapnyi folyamatos működésük ellenére jó állapotban találták, de a kazánokról ez nem volt elmondható, számos szegecset ki kellett bennük cserélni. Nem sokkal érkezésük után, június 2-án a szigettől északra haladt el egy teherhajó. Mivel láthatta az öbölben horgonyzó hajót és rendelkezett rádiókészülékkel, a németek nem akarták futni hagyni. Azonban a Wolfnak csak az egyik kazánja volt üzemképes, ezért a startra kész, bombákkal felszerelt hidroplánt küldték utána. A repülőgép egy jelentőhüvelyt ejtett a hajó elé, melyben az a parancs szerepelt, hogy a rádióhasználatot mellőzve forduljon a német cirkáló irányába, különben bombatámadást intéznek ellene. A hajó előbb északnak fordult, de egy az orra elé ledobott bomba hatására engedelmeskedett az utasításoknak. Az elfogott jármű a brit Mairuna (3947 BRT) volt és Aucklandből tartott San Franciscóba darabáruval és 1150 t szén volt a raktáraiban. Kaliforniából Angliába haladt volna tovább és mivel ott nagy volt az élelmiszerhiány, a visszaútról is gondoskodva 18 hónapnyi élelemmel látták el az 52 fős személyzetét. A tetemes zsákmány jelentősen emelt a Wolf legénységének hangulatán.
A Wolf június 16-án távolodott el a szigettől, hogy a Mairunát elsüllyessze, mikor nyugati irányból egy vitorláshajó bukkant fel és a megállítására ismét a hidroplánt küldték fel. Az amerikai Winslow (567 BRT) 323 t jó minőségű szénnel, benzinnel és egyéb rakománnyal tartott Sydney-ből a Tahitin lévő Apiába. A Mairunát másnap, a sónert leürítése után június 22-én süllyesztették el. A Wolfról június 21-én tudták első alkalommal felkeresni a Raoul-szigetet, melynek egyetlen településén, a háború elején elhagyott Bells Home-ban jelentős mennyiségű narancsot és banánt találtak. A fedélzeten lévő foglyok felügyelet mellett kimehettek a partra.
A britek a Wolf elfogására jelentős erőfeszítéseket tettek és a sikertelenségük szülte azt a feltevést, hogy a segédcirkáló magát semleges hajónak kiadva a saját kikötőikbe betérve tölti fel a készleteit. E gyanakvásnak sújtott le a svéd Tasmanic kereskedelmi hajó, melyet három hónapon át tartóztattak fel Sydney-ben. Ekkor értesültek a Wolfon arról, hogy a Fokváros előtt telepített aknazárakon aknára futott a Tyndareus csapatszállító és Galicia teherhajó. Utóbbi elsüllyedt, a csapatszállítót sikerült megmenteni.

### Aknatelepítés Ausztrália és Új-Zéland partjainál
A két hajó elfogása okozta késedelem miatt a Sydney előtti aknazár telepítéséről le kellett mondjanak, mert ezt az újhold idején már nem hajthatták végre. Ehelyett a Cook-szoros és a Bass-szoros előtti vizek nagyvárosokat összekötő vonalain terveztek aknákat elhelyezni. (Ábrák)
Útnak induláskor vették észre, hogy a Turritella két tisztje hiányzik. Ők az utolsó nap útnak induláskor szöktek meg és próbáltak kijutni a szigetre. Egyikőjükkel cápa végzett, másikuk hónapokig élt egyedül a szigeten, mígnem egy japán cirkáló fel nem fedezte. Más forrás szerint a partot érhetett fogoly nem került elő, bár a háború után az új-zélandi haditengerészet külön keresőakciót is indított a felkutatására. A Cook-szorosnál összesen 60 aknát telepítettek június 25-28. között. A kedvezőtlen időjárás miatt csak július 3-án értek a Bass-szoroshoz és láthattak hozzá az éjszaka folyamán az aknatelepítéshez. Előzőleg megváltoztatták a hajó kinézetét az árbócok és a kémény elrendezésének módosításával, majd déli irányból közelítették meg az aknarakási körzetet. A műveletet számos alkalommal megzavarták a parttal párhuzamosan közlekedő kereskedelmi hajók felbukkanásukkal és ilyenkor többnyire meg kellett azt szakítani, de két 15 aknából álló zárt sikerült lerakni. (Ábra)
Már július 6-án arról adtak hírt a rádióüzenetek, hogy a Cumberland gőzhajó (9471 BRT) rakterében robbanás következett be. A hajót sikerült zátonyra futtatni, de a brit hatóságok csak hetekkel később közölték, hogy a valódi ok aknára futás volt. A térséget elhagyó Wolf július 9-én a Norfolk-szigettől nyugatra futott össze az amerikai Beluga barkkal (507 BRT), mely San Franciscóból szállított gázolajt és benzint Sydney-be. A hajón 13 fő tartózkodott, közte a kapitányának felesége és 7 éves kislánya. A Wolf még a Belugával foglalatoskodott, mikor feltűnt egy keleti irányba tartó hajó füstje, melyet aztán a segédcirkáló üldözőbe kívánt venni és másnap elfogni. A reggel keresésére felbocsátott hidroplán azonban nem talált már rá, így a Wolf visszatért a Belugához, melyről a hidroplán számára 3000 l üzemanyagot vett át. A hidroplán maga az erős hullámzás közepette való leszálláskor megsérült és két hétre kiesett a szolgálatból.

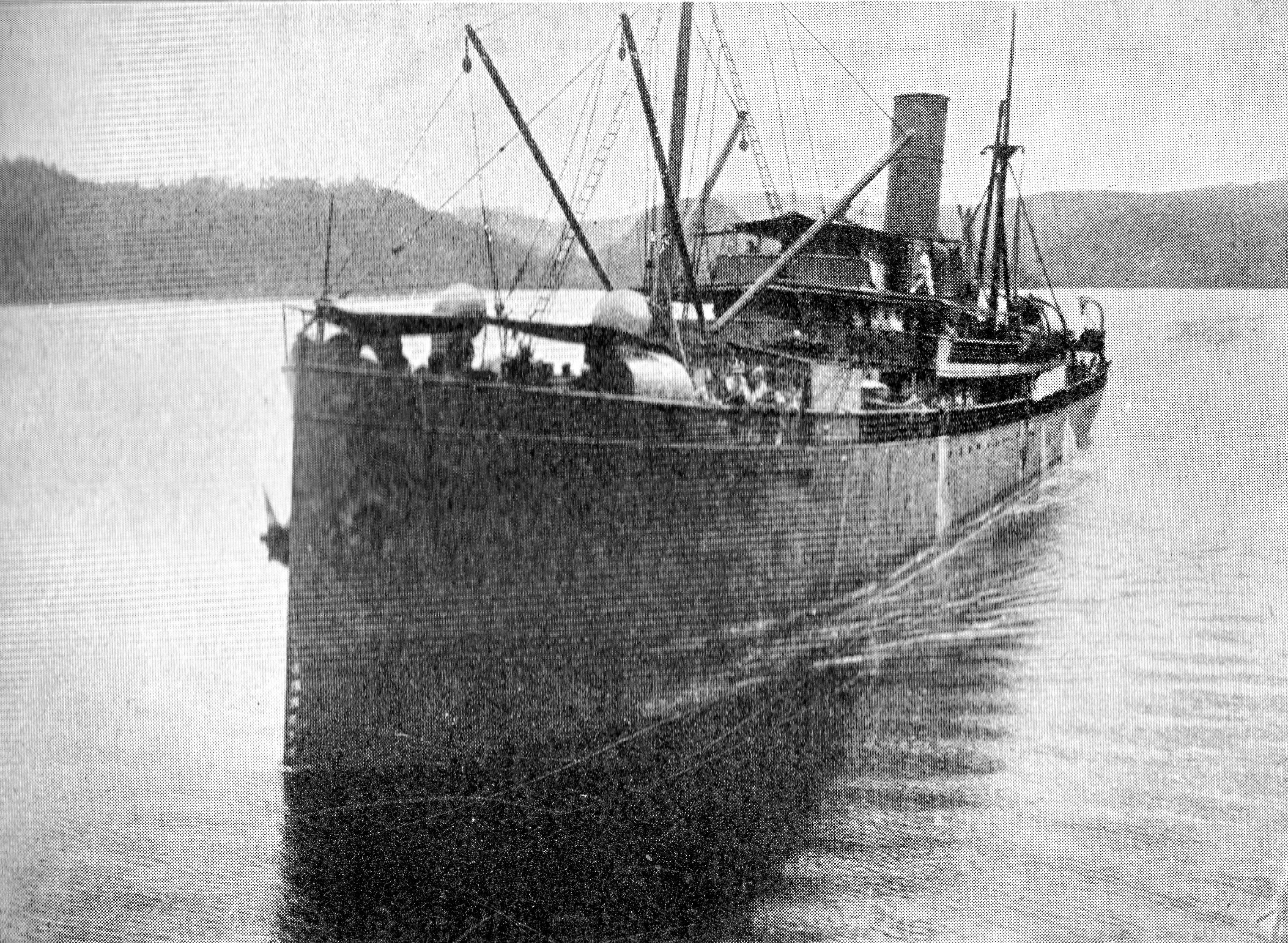
A Matunga (ex Zweena) Új-Guinea partjainál
(1917 augusztus)

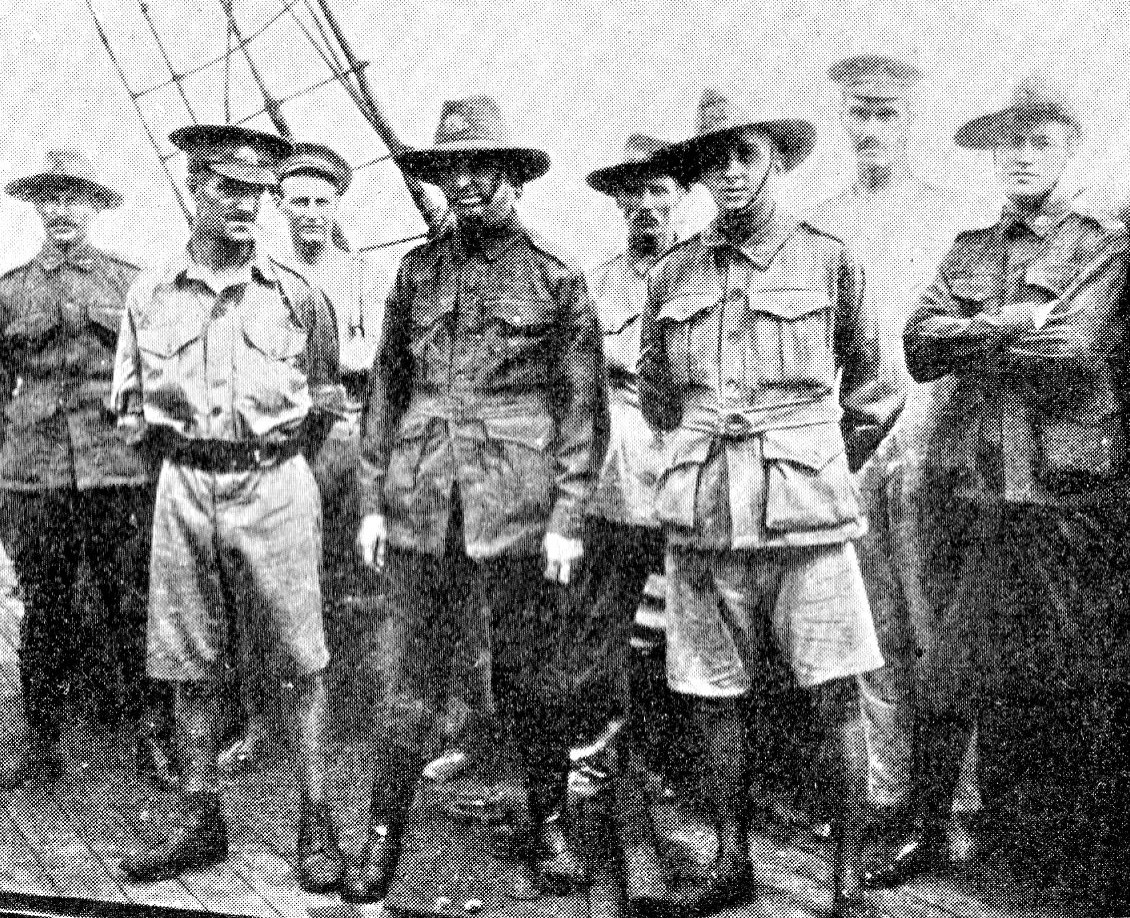
A Rabault megszállva tartó és a Matungával utazó ausztrál helyőrség pár tagja német fogságban

Július 14-én az amerikai Encore, egy négyárbócos sóner (671 BRT) lett a következő áldozat, mely Oregonból szállított faanyagot Sydney-be. Másnap felgyújtották. Augusztus 6-án reggel a rádiófelderítés eredményességének köszönhetően sikerült a Rabaulra tartó Matunga gőzöst (1618 BRT) elfognia a Wolfnak. A szenet és darabárut szállító gőzhajóval a holland kelet-indiai Offakig hajózott, ahol átrakodták a használhatónak vélt rakományát a Wolfra. Itt egy önkéntes búvár a hajó alján is végzett tisztítást, ami után 8 csomó helyett ismét 10 csomóval tudott haladni, a Matunga elemeit felhasználva pedig bővítették a Wolf felépítményét, hogy több helyet biztosíthassanak a foglyok számára. A kikötőben egészen augusztus 26-ig elidőztek, ekkor innen kihajózva robbanótöltetekkel elsüllyesztették a Matungát.
Habár a Wolf négy hónapon át Ausztráliától keletre tevékenykedett és több aknazárt telepített és hajókat fogott el, az ausztrál kormányzat csak augusztus 31-én jelentette be, hogy az Ausztráliától északra lévő Torres-szorosban különleges védelmi rendszert állított fel. Ausztráliától északra és az Indiai-óceánon hét cirkáló és négy kisebb hadihajó vett részt a biztosításban és a német segédcirkáló felkutatásában. A holland kormányzat szeptember 5-én szerzett tudomást a bennszülöttek beszámolói alapján arról, hogy 10 nappal korábban a Wolf Offakban tartózkodott.
A Wolf rejtve maradását megkönnyítette továbbá, hogy a Seeadler is a Csendes-óceánon tartózkodott és a veszteségeket a britek ennek a hajónak tudták be. Mire felismerték, hogy két külön segédcirkáló tevékenykedik Ausztrália térségében, a Wolf már ismét az Indiai-óceánon volt.

### Aknatelepítés Szingapúr közelében
A Wolfnak az erős ellenőrzések ellenére sikerült Offaktól a Flores-tengeren és a Jáva-tengeren át eljutnia Szingapúrig. Itt a maradék 110 aknáját a Szingapúrtól északkeletre lévő Anambas-szigetektől északra tervezték elhelyezni. Nerger a fő kereskedelmi vonalak elkerülése érdekében Ceramot északra, Burut nyugatról kerülte meg, majd szorosan Celebesz partjai mentén továbbhaladva érkezett szeptember 2-án a Karimata-szoroshoz, amin Borneó nyugati partjaitól látótávolságon kívül maradva haladt át. Az utat úgy időzítette, hogy a szoros északi részéhez éjszaka érjen, mert itt számolni lehetett ellenséges őrjáratokkal. Az éjszaka folyamán észleltek egy – a Junonak vélt – brit cirkálót, mely előbb látszólag velük egyirányba haladt, majd pedig feléjük vette az irányt. A Wolfon teljes harckészültséget rendeltek el és mérlegelték egy torpedótámadás végrehajtásához jobb irány felvételét, hogy megállításuk esetén közelebb kerülve a cirkálóhoz azt gyorsan kiiktathassák, de végül a passzív továbbhaladás mellett döntöttek. Az elsötétítetten közlekedő cirkáló 5400 m távolságra haladt el mellettük és láthatólag a szokványos járőrútját teljesítette.
A Wolf szeptember 4-én érkezett meg az aknatelepítés helyszínére és az éjszaka folyamán a Szingapúrt Saigonnal, Hongkonggal és Manilával összekötő hajózási útvonalakon telepítette egy csaknem teljesen összefüggő vonalon a maradék 110 aknáját. (Ábra) Nerger ezt követően vissza tervezte vezetni a hajóját Németországba, lehetőleg még december elején megérkezve. Ehhez biztosítania kellett a kellő mennyiségű üzemanyagot és az átrakodásához megfelelő támaszpontot kellett találnia. Mivel a megszerzett újságcikkek alapján az ausztrál szénbányászok ekkortájt sztrájkoltak, az ausztrál kereskedelmi útvonalak mentén nem volt várható a kellő zsákmány megszerzése. Emiatt a Durbant és Lourenco Marquest Indiával összekötő útvonalak felé vette az irányt, támaszpontként pedig a Suvadiva-atoll, az Addu-atoll (Maldív-szigetek) és a Cargados Carajos-szigetek (Maurutiustól északkeletre, a Mascarenhas-szigetek része) jöhetett számításba.

### Karbantartás a Maldív-szigeteknél – aHitachi Maruelfogása
Szeptember 10. és 26. között nem észleltek semmit, de az Indiai-óceánon fenyegető veszélyre Bombay-ből és Mauritiusról is adtak le figyelmeztetéseket. Szeptember 25-én vették hosszú idő után első alkalommal tisztán a nagyteljesítményű naueni rádióállomás jelzéseit. A Wolf az Indiai-óceánon keleti irányból közelítette meg a Maldív-szigeteket és annak szigetei között az 1½°-csatorna közepén volt szeptember 26-án, mikor hátulról egy füstfelhő – a japán Hitachi Marutól származó – tűnt fel, melynek megfigyelésére azonnal útnak indították a hidroplánt. A repülőgép megállapította, hogy egy 13 csomóval haladó japán teherhajó az, melynek hátsó felépítményén egy löveg van elhelyezve. A Wolf megindult feléje és 2500 m távolságra kerülve hozzá megállásra szólította fel zászlójelzésekkel és egy figyelmeztető lövés leadásával az orra elé. A japán hajó jelezte, hogy érti a jelzéseket, de ennek ellenére jobbra kanyarodott, a fegyverrel rendelkező hátsó részét mutatva a Wolf felé. Az ekkor az orra elé leadott második figyelmeztető lövésre sem állt meg, viszont a lövegkezelői láthatóan az ágyújának harckésszé tételére siettek.
A harmadik lövést célzottan a lövegre adták le, de az a tatrész bal oldalát érte csak. A találatra a kezelők rövid időre szétszéledtek, de hamar visszatértek a lövegükhöz. Ezután két sortűz következett, melyek a lövegkezelők egy részét harcképtelenné tették, a törmelék pedig a kormányszerkezet elemei közé esve irányíthatatlanná tette a teherhajót. Több sortüzet adtak még le magasan célozva, hogy a hajó a későbbiek folyamán még hasznosítható lehessen. A japánok megpróbáltak vészjelzést leadni, mire a Wolf egy korábban zsákmányolt Marconi-készülékkel zavarni kezdte az adást és a kémény mögött kivett rádióállomást tűz alá vette két sortüzet leadva rá, mire beszüntették a rádióforgalmat. A repülőgép is kioldott két bombát, melyek közül az egyik a hajóorr előtt, a másik a mellett csapódott a vízbe. Ezek után a japánok végül megálltak.
Az összecsapás alatt többen vízbe ugrottak a pánikba esett japánok közül, több teli mentőcsónakot pedig még nagy sebesség mellett akartak a vízre leengedni, ezért volt amelyik felborult. A németek azonnal két csónakot tettek a vízre – egyikben egy orvossal – a bajba jutottak kimentésére, egy harmadikban a zsákmányszemélyzet szállt át. A Hitachi Maru (6557 BRT) Kóbéből tartott Liverpoolba darabáruval és pár óra alatt ismét hajózásra alkalmas állapotba hozták. 117 fős legénysége mellett 42 fő utazott rajta, közte 5 nő és egy gyerek. A raktáraiban 1100 t szén volt.
Másnap az atoll közepén átvizsgálták és kísérőhajónak alkalmasnak találták, főként nagy sebessége és számos helyisége miatt. A fedélzetén tartózkodók közül 10 tengerész és egy utas halt meg a lövetésben, 6 fő súlyosan megsérült, közülük ketten szintén elhunytak később. Rajtuk kívül egy tengerész és egy utas vízbe fulladt.
Nerger a japán kapitánynak az áthajózásakor szóvá tette a szakszerűtlen eljárását, mire Seizu Tominaga kapitánytól azt a választ kapta, hogy a japán kormányzat utasításait követte. A fellelt iratok szerint azonban „csak” tengeralattjárókkal szemben kellett volna ellenállást tanúsítania. A Wolf 182 t szenet, az értékesebb rakomány egy részét és a 125 mm űrméretű lövegét vette át. A Hitachi Marut október 1-ével segédhajóként (Hilfsschiff) szolgálatba állították.
Két nappal később a Wolf a Hitachi Maru a Maldív-szigeteknél hátrahagyva portyázni indult. 5-én és 6-án két gőzhajót észlelt, de ezeket a nagy sebességük miatt nem tudta feltartóztatni, ezután a Colombo és a Maputo-öböl közötti útvonalon kezdett cirkálni és magához rendelte a Hitachi Marut. Ekkoriban értesültek a Seeadler zátonyrafutásáról és egy a Fokváros közelében észlelt (sodródónak vélt) aknákra való figyelmeztetésről. Egy hajó ugyanis még a hónapokkal korábban telepített aknazáron ekkor sérült meg.

### Karbantartás a Cargados Carajos-szigeteknél
A Hitachi Maru október 13-án bukkant fel a megbeszélt találkozási helyen és együtt hajóztak tovább a Mascarenhas-szigetekhez tartozó Kókusz-szigettől északra lévő Cargados Carajos-szigetek irányába. Másnap a segédhajót ismét egy kijelölt találkozási pontra küldték, míg a Wolf a Mauritiust Colombóval, Bombay-jel és Kalkuttával összekötő útvonalakon próbált elfogni egy szénszállítót, de nem járt sikerrel. Ezután kötöttek ki a Hitachi Maruval a Cargados Carajos-szigeteknél. Itt egy hónapon át tartózkodtak, hogy a Wolfon teljeskörű karbantartást elvégezve felkészítsék a hazaútra. A Hitachi Maruról mindent átpakoltak és leszereltek, ami hasznosíthatónak volt ítélhető. A Wölfchen közben naponta felderítést végzett, hátha sikerül találnia egy szénszállítót, melynek révén a japán hajót is tovább szolgálatban tarthatnák, de nem járt szerencsével. Az eseménytelen időszak alatt a német legénység hangulata ismét erősen leromlott.
A Csuzima cirkáló az Indiai-óceán nagy részét bejárta október folyamán az eltűnt japán teherhajó után kutatva, majd miután nem talált rá, a japán kormányzat kérésére november 12-én a franciák egy cirkálót küldtek a Maldív-szigetekhez. Ekkor tudták meg, hogy a japán hajó a német segédcirkáló társaságában huzamosabb ideig itt tartózkodott és egy repülőgép is velük volt, a helyiek a hajókat azonban briteknek vélték. A Wolfra az Indiai-óceánon ekkor az antant 5 cirkálója és egy segédcirkálója jelentett konkrét veszélyt, ami bár nem volt magas szám, de egy aktuálisabb észlelés esetén alacsony sebessége miatt hamar beérhették volna.
Cargados Carajos-tól november 7-én kihajózott a Wolf és ekkor süllyesztette el a Hitachi Marut, majd Durban felé vette az irányt. Útközben a foglyok különböző csoportjait el kellett különíteni, mert a britek azokat a semleges államokból való polgárokat, akik szolgálatot vállaltak a Hitachi Marun, zaklatták. Emellett a feszültség mutatkozott a britek és a japánok között is.

#### AzIgotz Mendielfogása
November 11-én hajnalban délnek tartva tartóztatta fel a Wolf a spanyol Igotz Mendi gőzhajót (4648 BRT) Madagaszkártól keletre, mely a Maputo-öbölből szállított 5580 t szenet Colombóba és ezen túl 1600 t saját készlettel rendelkezett. A britek a spanyol hajónak csak azzal a feltétellel engedélyezték, hogy Ceylonról jutát vihessen Spanyolországba, ha az odaúton szenet szállít nekik. A zsákmány nagy örömet váltott ki a németek körében. A teherhajót azonnal német szolgálatba állították és visszahajóztak vele Cargados Carajoshoz, ahol a két hajó november 13-17. között időzött a korábbi horgonyzóhelyen. Mivel észlelték a Csuzima Hitachi Marut hívó jelzéseit, megfeszített munkával igyekeztek a szén egy részét (összesen 900 tonnát) átrakodni a Wolfra, tartva attól, hogy a cirkáló hamarosan felkeresheti a rejtekhelyüket. A zsákmány lehetővé tette, hogy a legjobb minőségű vesztfáliai szenet az út utolsó részén használhassák fel, mikor a gépektől a legnagyobb teljesítményre lesz szükség.
Nerger az Igotz Mendire egy kisebb zsákmányszemélyzetet küldött át a foglyok nagy részével együtt és parancsnokává Rose tartalékos tengerészhadnagyot nevezte ki. Rose részletes útvonaltervet kapott a Brazíliához tartozó Fernando de Noronha-szigetcsoportig, rajta kijelölve nyolc találkozási ponttal, melyeken időnként érintkezésbe léphetett a két hajó egymással. Az időnkénti különválással igyekezett Nerger felderíteni, hogy mely útvonalakon közlekedik a hajóforgalom. Ennek segítségével sikerült a darabáruval New Yorkból Durban-be tartó John H. Kirby háromárbócos amerikai barkot (1296 BRT) elfogni 30-án. Rakományához többek között 270 gépjármű, gázolaj, konzervek tartoztak., melyeket nyilvánvalóan a kelet-afrikai hadszíntérre szántak. A hajó papírjai között fellelték a hajóforgalom Fokváros megközelítéséhez kijelölt útvonalait. Miután minden hasznosítható készletet átvettek róla, a barkot december 1-én elsüllyesztették.
A Wolf december 5-én találkozott ismét az Igotz Mendivel, 180 tmf távolságra délre Fokvárostól. Nerger ekkor azt a döntést hozta, hogy elhagyja az afrikai partokat. Egyrészt tartott az eltűnt hajók miatti aktivitástól, másrészt a hajója is már csak 9-9,5 csomós sebesség elérésére volt képes az igénybevétel miatt. Mivel a nyílt tengeren nem sikerült megoldani a szénvételezést az Igotz Mendiről, ezt a Trindade szigetnél tervezték végrehajtani.
December 15-én fogták el a francia Maréchal Davout háromárbócos barkot (2192 BRT), mely búzát szállított Ausztráliából Dakarba. A 29 fős legénységéből hat volt tüzér, akik a taton elhelyezett két 9 cm-es löveget lettek volna hivatva kezelni. Fegyveres ellenállásra mint ahogy a rádiókészülék használatára nem került sor. A fegyverek, a rádió és az ellátmány átvétele után a vitorlást elsüllyesztették.
A következő találkozásra december 19-én került sor a Wolf az Igotz Mendi között a Trindade-tól 100 tmf-re és a két hajó karbantartásához fel akarták keresni a szigetet, de innen erős rádiójeleket észleltek, ami alapján nyilvánvalóvá vált, hogy a szigeten brazil katonai támaszpont létesült. Emiatt azonnal déli irányba tértek ki, hogy nyugodtabb vizeken próbálják megoldani a szén átadását a Wolfra. A passzátszelek hatása 450 tmf-del délebbre már kellőképpen alábbhagyott ahhoz, hogy a szénvételezéshez hozzálássanak. Az Igotz Mendi erős kilengései ellenére 550 t szenet sikerült átjuttatni, de a két hajó összecsapódásai nyomán több kisebb-nagyobb lék keletkezett rajtuk. Az egyik ilyen léken a Wolfba 10 t víz jutott be, ami után felhagytak a művelettel. Pár napot a hajók kijavításával töltöttek, majd megindultak északi irányba.

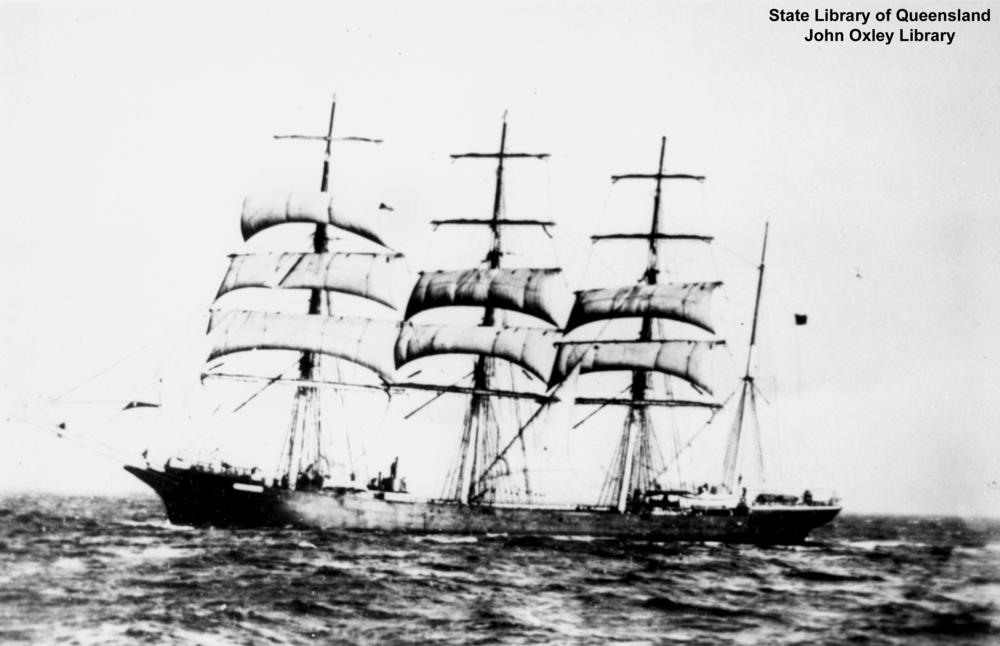
A Storebror (ex Afon Alav) norvég zászló alatt hajózó vitorlás

Január 4-én északnak haladva találkozott a Wolf a norvég Storebror-Norge vitorlással (2050 BRT), mellyel zászlójelzéseket váltottak és ebből kiderült, hogy az Beirából tartott Montevideóba. A hajóregiszterben utánanézve azonban kiderült, hogy ez a hajó korábban brit tulajdonban volt. Ezért a Wolf visszafordult és megállásra szólította fel a gyanúsnak ítélt hajót. Az irataiból kiderült, hogy 1915-ben került egy brit cég norvég leányvállalatához és az ezt megelőző útjai mind érintettek ellenséges kikötőket, vagy éppen pont két ellenséges kikötő között szállítmányozott. A vitorlást emiatt elsüllyesztették.

### Hazatérés
Nergernek ezután sürgetővé vált a hazatérés, mivel a Wolfot nem lehetett már sokáig üzemben tartani bedokkolás nélkül és az elfogott hajók legénységeinél egyre nagyobb számban jelentkeztek a friss gyümölcsök hiányában a beri-beri és a skorbut jelei, annak ellenére, hogy ugyanazt az ellátást kapták mint a német tengerészek és jóval rövidebb ideje voltak a tengeren mint ők.
Január 10-11-én olyannyira csendes volt az idő, hogy a Wolf még tudott 515 t szenet vételezni az Igotz Mendiről. A két hajó január 23-án a Kanári-szigetek közelében, majd Grönlandtól délre találkozott újra. Január végén a Wolf az északi szélesség 41°-án két hétig tartó erős viharba keveredett, mely jelentős vízbetöréseket eredményezett a toldozott-foltozott hajón és több szivattyúberendezés meghibásodása miatt az óránkénti 40 t betörő víz egy részét a legénységnek magának kellett eltávolítania a hajótestből.
Az Igotz Mendivel február 4-én találkozott a Grönlandtól délre megbeszélt találkozóhelyen. az ide vezető úton több kereskedelmi hajót is látott, de ezeket már nem tartóztatta fel az áttörés biztonsága érdekében.
Nerger a Norvég-tengerre való átjutáshoz eredetileg ugyanúgy a Dánia-szorost választotta, mint az Atlanti-óceánra való kitöréskor is, mivel a jegesedési viszonyok még lehetővé tették az itteni áthaladást és kisebb volt az esélye, hogy beleütköznek a blokádba – vagy német tengeralattjárókkal találkoznak, melyek kilétük ismerete hiányában elsüllyeszthetik őket. A gépek rövid karbantartása után február 7-én indultak neki a szorosnak, az Igotz Mendi időnként látótávolságon belül került. A Hitachi Maru kapitánya ezen az éjszakán eltűnt. A hátrahagyott leveléből derült ki, hogy a tengerbe vetette magát, mivel „oly nagy nyomorúságot hozott oly sok emberre az elkövetett hibájával” és mert az ellenség kezére jutott a hajója.

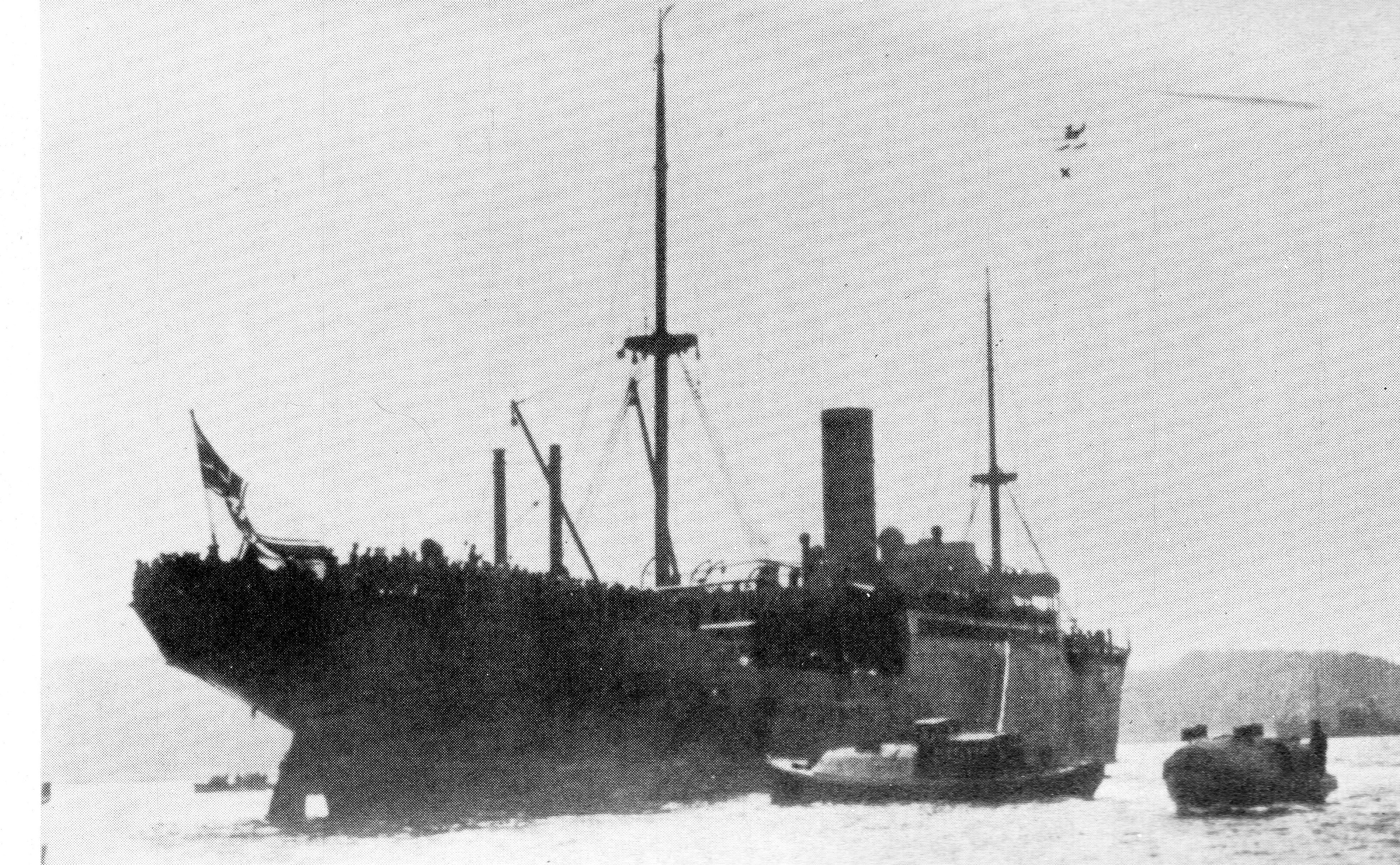
A Wolf visszatérését követően a kieli kikötőben

A Wolf kétszeri próbálkozás után feladta a Dánia-szoroson való áthaladást, mivel a viharos ellenszélben lassan haladtak és a rossz látási viszonyok között nem tudták pontosan meghatározni helyzetüket, közben pedig a jégtáblákat is kerülgetniük kellett. Ehelyett Nerger az Izlandtól délre vezető útvonalon próbálkozott, ahol már 10 csomós sebességgel lehetett haladni és a kitisztuló időben a pontos helymeghatározás is lehetséges volt. Az áttörés sikerességéhez az is hozzájárult, hogy a Skóciától északra a blokádot fenntartó hajók jelentős részét 1917 decemberében visszahívták a németek által telepített aknamezőktől és a tengeralattjáróiktól tartva, illetve mert a német kereskedelmi hajók forgalma lényegében eddigre teljesen megszűnt. Február 13-ára volt kijelölve az utolsó találkozási pont (É 65°, 0°) az Igotz Mendivel, de a két hajó nem észlelte egymást. Ezután a Wolf a norvég partok felé folytatta az útját és 14-én Bremangernél érte el a szárazföldhöz. A norvég partoktól 5-10 tmf távolságot tartva hajózott délnek, majd a Skagerrakon, a Kattegaton és ezután már a német felségjeleket felvonva a Kis-Belten át ért német felségvizekre, a partoktól végig csekély távolságot tartva. Február 17-én 16:00 körül észlelték róla az őrszolgálatot teljesítő Panther ágyúnaszádot, melynek morzejelekkel a következő jelzést adták le: 
„Nerger a Wolf segédcirkálóval. Teljes titoktartás mellett [közvetítse] a szolgálati helyeknek. Kérek [zárrendszeren átsegítő navigációs] fényjelzéseket és révkalauzt.”
Nerger a titoktartást az Igotz Mendire való tekintettel kérte, mivel nem volt tudható ez a hajó merre járhat. Mivel Németországban a Wolfot elveszettnek hitték, a Pantheren eleinte megtévesztésnek vélték a jelzéseket és ezért többször is a „Nem értem” jelzéssel válaszoltak. Az Admiralstab ugyanis előzőleg már úgy döntött, értesíti a hozzátartozókat, hogy a hajó a legénységével együtt elveszett. A kimenő értesítők pecsétje épp az 1918. február 17-ei dátumot kapta.
A Wolf Aarö szigetétől délre vetett horgonyt, hogy az Igotz Mendit bevárja és ekkor részletes jelentést tett az állapotáról, a zsákmányolt készletekről és a foglyok számáról. Az Admiralstabtól von Knorr tengernagyot küldték a hajó fedélzetére a legénység köszöntésére. Az Igotz Mendire való tekintettel a Kielbe való befutását február 24-re halasztották. A zsákmányhajó, mely szintén feladni kényszerült a Dánia-szoroson való áthaladást, épp ezen a napon futott zátonyra az erős ködben Skagennél. A fedélzeten tartózkodó németeket a dán hatóságok internálták.

## A cirkálóút összegzése
A Wolf 451 napot töltött távol a németországi vizektől, eközben mintegy 100 000 km-t tett meg. A portyázásai során és a telepített aknazárai révén 27 kereskedelmi hajót – köztük két felfegyverzettet – összesen 110 000 BRT hajótérrel semmisített meg. Az elfogott hajók legénységének és utasainak 467 tagjával ért vissza Kielbe, valamint számos olyan nyersanyaggal, ami létfontosságú volt a német hadiipar vagy éppen az élelmezés számára (gumi, réz, cink, bronz, selyem, kopra, kakaó). Nerger fregattkapitányt még a Kielben való kikötés napján a Pour le Mérite-tel tüntették ki. Ezután az északi-tengeri őrhajók parancsnokává (Befehlshaber der Vorpostenboote in der Nordsee) lett kinevezve. Hajója legénységének összes tagja részesült a másodosztályú Vaskereszt kitüntetésben.
Ezt követően a Wolf a Balti-tengeren került bevetésre a háború végéig.

## ACarlos de Eizaguirreelsüllyedése

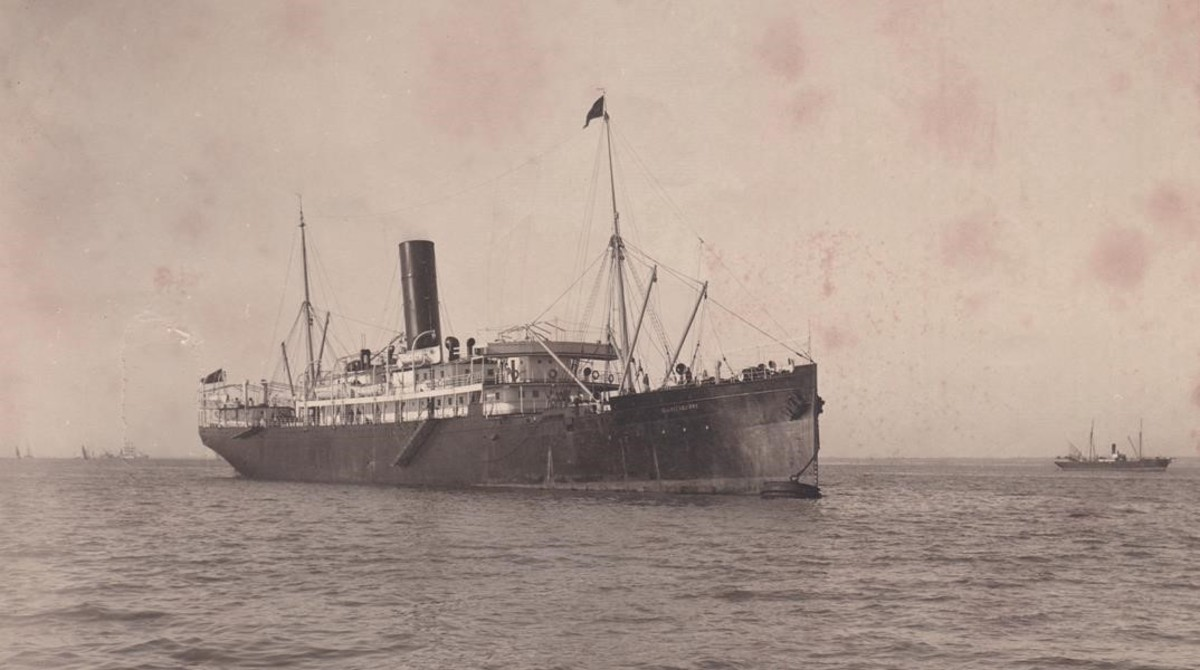
A tragikus sorsú Carlos de Eizaguirre

A Wolf aknatelepítésének tragikus következménye a spanyol Carlos de Eizaguirre elsüllyedése volt. A semleges postahajó Cádizból tartott Manila felé, mivel a háború miatt a spanyol hajók számára a Szuezi-csatorna nem volt járható út és ehelyett Afrikát megkerülve tartották a kapcsolatot a Távol-Kelettel. A 105 fős legénység mellett 60 utas tartózkodott a fedélzetén, közte kisgyerekes családok is. A gőzhajó 1917. május 25-én 03:00-kor Fokváros előtt a viharos tengeren a Wolf által telepített egyik aknára futott. Az éjszakai sötétség, az akna robbanása és a hullámok miatt nem lehetett hozzálátni a mentési munkálatoknak és már vészjelzést sem tudtak leadni. A hajó négy perc alatt elsüllyedt. A tragédiát csak a legénység 22 tagja és 2 utas élte túl, akik az egyik mentőcsónakba fel tudtak kapaszkodni. 37 utas és 83 főnyi legénység veszítette életét. Az utasok között volt 12 nő és 5 gyerek. A tenger nyolc holttestet sodort ki Fokváros közelében.

## A háború után
A Wolfot 1919. április 5-én Franciaországnak kellett átadni, később a Messageries Maritimes-nek adták el. A cég utasszállításra is alkalmassá tette a hajót és az Antinous nevet adta neki. Az I. osztályon 70, a II. osztályon 50 fő kapott helyet és a rakterét is úgy alakították ki, hogy csapatok szállítására alkalmas legyen. 1923. augusztus 7-én indult első útjára a Francia Antillák, a Panama-csatorna és Tahiti érintésével Nouméaba. Ezt követően Új-Zélandon és Ausztráliában is megállt, hogy a visszaútra áruval feltöltse rakterét. 1930 végén kivonták a szolgálatból és 1931 nyarán Olaszországba eladták lebontásra.

## Visszaemlékezések a cirkálóútra
August Nerger visszaemlékezése SMS Wolf címmel még a háború ideje alatt, 1918-ban megjelent a berlini Scherl-Verlag kiadásában.
A Wolf tüzértisztje, Fritz Witschetzky sorhajóhadnagy 
1920-ban jelentette meg az útleírását „A fekete hajó” (Das Schwarze Schiff) című könyvében, amit a saját maga készítette fényképfelvételekkel illusztrált. A fogolyként a Wolfon lévő Roy Alexander 1939-ben jelentette meg a „Wolf segédcirkáló útja” (The Cruise of the Raider Wolf) című művét.
A Wolfon teljesített szolgálatot fűtőként a később kommunista íróként tevékenykedő Theodor Plievier. A segédcirkálón átélt élményeit az „A császár kulijai” (Des Kaisers Kulis) című, 1929-ben megjelent önéletrajzi művében dolgozta fel. Ebből később színpadi mű is született és amit a nemzetiszocialista hatalomátvétel után betiltottak.
A Wolf legénységéhez tartozott még Jakob Kinau, a Gorch Fock néven ismertté vált író és Rudolf Kinau testvére. Az élményeit 1934-ben „A halál adjutánsa. Wolf-napló” (Adjutant des Todes. Wolfs-Tagebuch) címen jelentette meg a hamburgi Quickborn-Verlag könyvkiadónál. Ebben felidézi egy lázadás részleteit is, mely a többi visszaemlékező műveiben nem került megemlítésre.

## Galéria

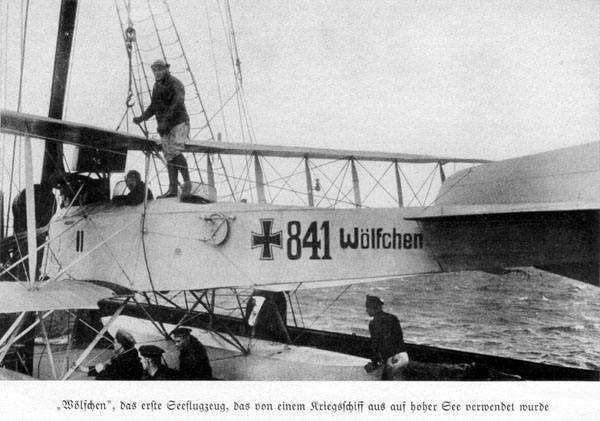
A Wölfchen névre keresztelt hidroplán
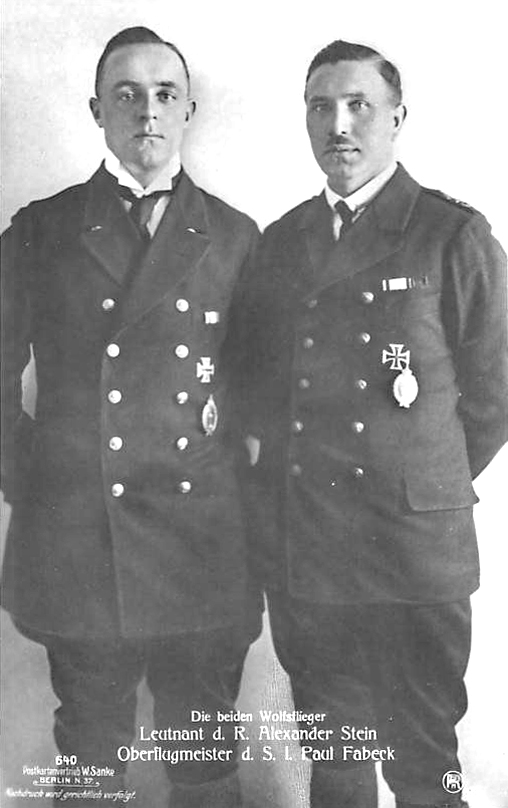
A Wölfchen pilótái: Alexander Stein és Paul Fabeck
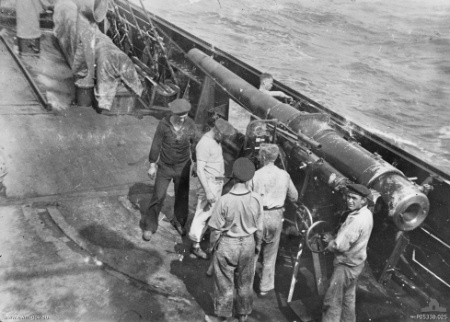
Löveg rejtett állapotban
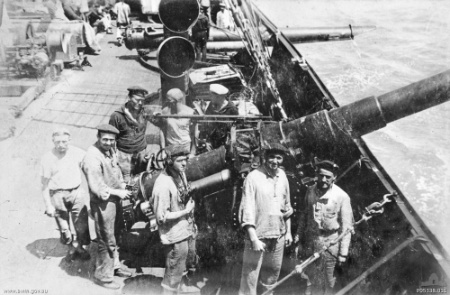
15 cm-es löveg (előtérben) és torpedóvető (háttérben)
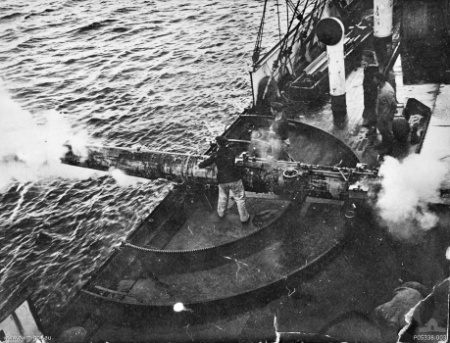
Torpedó kilövése a segédcirkálóról
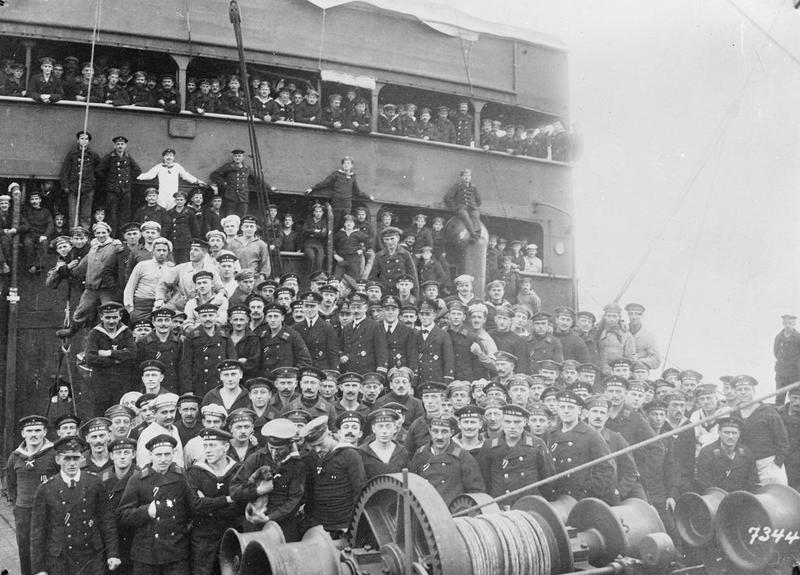
A Wolf legénysége
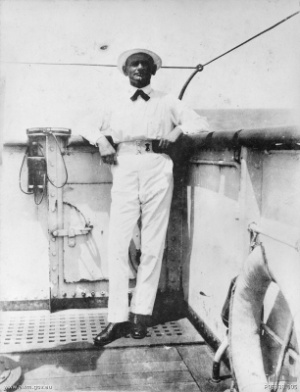
Nerger fregattkapitány trópusi egyenruhában (1917)
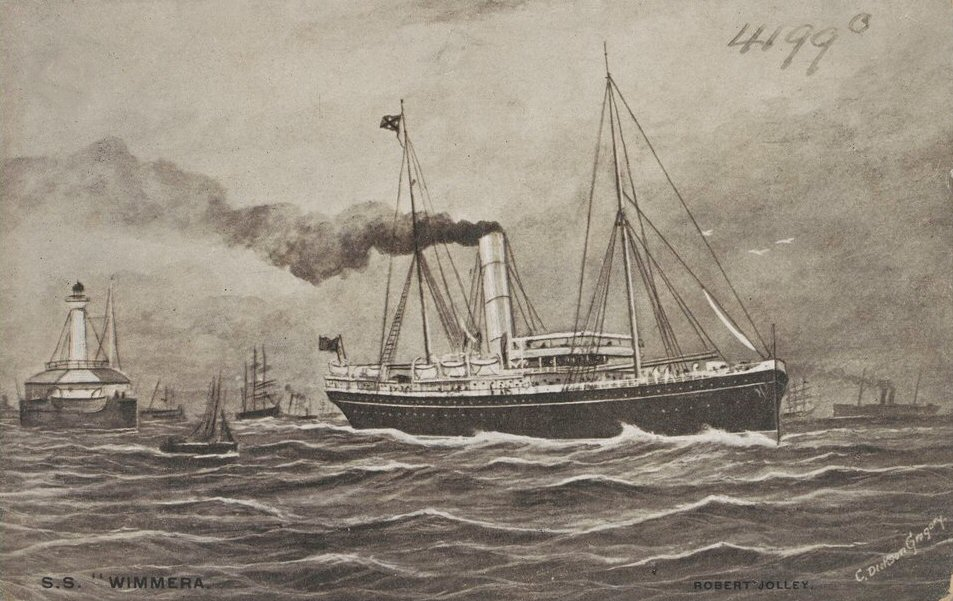
Az Új-Zélandnál aknára futott Wimmera gőzös

## Táblázatok aWolfsikereiről
A 15 hónapos portyázása során a Wolf 14 elfogott hajót süllyesztett el összesen 38 391 BRT hajótérrel. 13 másik hajó összesen 75 888 BRT hajótérrel az általa telepített aknákon veszett el.
| Dátum         | Név                       | Típus     | Nemzetiség | Hajótér (BRT) | Sorsa                                                                           |
| ------------- | ------------------------- | --------- | ---------- | ------------- | ------------------------------------------------------------------------------- |
| 1917. 01. 27. | Turritella (ex Gutenfels) | teherhajó |            | 5528          | Iltis néven segédcirkálóként szolgálatba állítva; önelsüllyesztve 1917. 03. 15. |
| 1917. 01. 03. | Jumna                     | teherhajó |            | 4152          | elsüllyesztve                                                                   |
| 1917. 03. 11. | Wordsworth                | teherhajó |            | 3509          | elsüllyesztve                                                                   |
| 1917. 03. 30. | Dee                       | vitorlás  |            | 1169          | elsüllyesztve                                                                   |
| 1917. 06. 02. | Wairuna                   | teherhajó |            | 3947          | elsüllyesztve                                                                   |
| 1917. 06. 16. | Winslow                   | vitorlás  |            | 567           | elsüllyesztve                                                                   |
| 1917. 07. 09. | Beluga                    | vitorlás  |            | 507           | elsüllyesztve                                                                   |
| 1917. 07. 14. | Encore                    | vitorlás  |            | 651           | elsüllyesztve                                                                   |
| 1917. 08. 06. | Matunga                   | teherhajó |            | 1618          | elsüllyesztve                                                                   |
| 1917. 09. 26. | Hitachi Maru              | teherhajó |            | 6557          | elsüllyesztve                                                                   |
| 1917. 11. 10. | Igotz Mendi               | teherhajó |            | 4648          | zsákmányhajóként visszatartva, dán partoknál zátonyra fut (1918. 02. 24.)       |
| 1917. 11. 30. | John H Kirby              | vitorlás  |            | 1296          | elsüllyesztve                                                                   |
| 1917. 12. 15. | Marechal Davout           | vitorlás  |            | 2192          | elsüllyesztve                                                                   |
| 1918. 01. 04. | Storebror                 | vitorlás  |            | 2050          | elsüllyesztve                                                                   |

| Dátum         | Név                  | Típus     | Nemzetiség | Hajótér (BRT) | Helyszín   |
| ------------- | -------------------- | --------- | ---------- | ------------- | ---------- |
| 1917. 01. 26. | Matheran             | teherhajó |            | 7654          | Fokváros   |
| 1917. 02. 12. | Cilicia              | teherhajó |            | 3750          | Fokváros   |
| 1917. 05. 26. | Carlos de Eizaguirre | teherhajó |            | 4350          | Fokváros   |
| 1917. 08. 10. | City of Exeter       | teherhajó |            | 5604          | Fokváros   |
| 1917. 02. 17. | Worcestershire       | teherhajó |            | 7175          | Colombo    |
| 1917. 02. 21. | Perseus              | teherhajó |            | 6728          | Colombo    |
| 1917. 06. 16. | Unkai Maru           | teherhajó |            | 2143          | Bombay     |
| 1917. 06. 24. | Mongolia             | teherhajó |            | 9505          | Bombay     |
| 1917. 07. 29. | Okhla                | teherhajó |            | 5288          | Bombay     |
| 1917. 11. 17  | Croxteth Hall        | teherhajó |            | 5872          | Bombay     |
| 1918. 06. 26. | Wimmera              | teherhajó |            | 3622          | Új-Zéland  |
| 1917. 07. 06. | Cumberland           | teherhajó |            | 9471          | Ausztrália |
| 1917. 09. 18. | Port Kembla          | teherhajó |            | 4700          | Új-Zéland  |
| 1917. 08. 10. | City of Athens       | teherhajó |            | 5604          | Fokváros   |
| 1917. 08. 26. | Bhamo                | teherhajó |            |               | Fokváros   |

Ezeken felül a Tyndareus brit csapatszállító 1917. február 6-án súlyosan megsérült a Wolf által telepített egyik aknán Fokváros előtt és csak nagy erőfeszítések árán sikerült megmenteni az elsüllyedéstől. Az Iltis által Áden előtt 1917. március elején telepített aknákra két brit gőzhajó futott rá. A Danubian (5064 BRT) már március 20-án, majd közel egy évvel később, 1918 januárjában a Hong Moh (3910 BRT). A sérüléseik ellenére mindkettőnek sikerült elérnie a partot.

## Fordítás
- Ez a szócikk részben vagy egészben  a   SMS Wolf (1913) című német Wikipédia-szócikk ezen változatának fordításán alapul.  Az eredeti cikk szerkesztőit annak laptörténete sorolja fel. Ez a jelzés csupán a megfogalmazás eredetét és a szerzői jogokat jelzi, nem szolgál a cikkben szereplő információk forrásmegjelöléseként.
- Ez a szócikk részben vagy egészben  a   SMS Wolf (1913) című angol Wikipédia-szócikk ezen változatának fordításán alapul.  Az eredeti cikk szerkesztőit annak laptörténete sorolja fel. Ez a jelzés csupán a megfogalmazás eredetét és a szerzői jogokat jelzi, nem szolgál a cikkben szereplő információk forrásmegjelöléseként.

## Filmek
A német Kép- és Filmhivatal (Bild- und Filmamt; BUFA) 1918 február-márciusában Kielben készítette el a 13 perc hosszúságú S.M. Hilfskreuzer "Wolf" című némafilmet. A filmen láthatók hadifogságba esett portugál, új-zélandi és ausztrál tisztek is.
- S.M. Hilfskreuzer „Wolf“, 12:34 időtartamú., 35 milliméteres némafilm a Kielbe való visszatéréséről (Filme des Bundesarchivs)
- Piraten des Kaisers (Freibeuter der Meere – Teil 3). német doku-dráma, 2015, 43 min., írta és rendezte: Oliver Hamburger.

## Linkek
- Mackenzie J Gregory: Wolf (angol)
- F. G. Trayes: Five Months on A German Raider (angol)
- Der Weltkrieg am 27. Februar 1918 – beszámoló a segédcirkáló hazatéréséről a német birodalmi közéönyben
- A hajót eredetileg szolgálatba állító DDG „Hansa“ hajótársaság oldala
- IGOTZ MENDI Y EL CORSARIO WOLF. Spanyol cikk az Igotz Mendiről (2008).
- Frederic George Trayes: Five months on a German raider : being the adventures of an Englishman captured by the ‚Wolf‘
- German Press Is Threatening Denmark. For Interning the Igotz Mendi Prize Crew. Amerikai újságcikk az Igotz Mendi zsákmánylegénységének dán hatóságok általi internálására adott német reakciókról The New York Times. 1918. március 8.
- Fotó a Skagennél zátonyra futott Igotz Mendiről
- Historias de Barcos / Carlos de Eizaguirre – a Wolf által telepített egyik aknára futott spanyol hajóval foglalkozó cikk (spanyol nyelven)
- L’ANTINOÜS ex-WACHTFELS ex-WOLF
- paquebot ANTINOüS